# Linzer Biologische Beiträge
是一本植物学的科学期刊，其內容以植物物種的描述及插圖為主，於1975年在奧地利的第三大城市林茨，由上奧地利州立博物館林茨植物工作組的公告創立。

## 外部連結
- . IPNI.   [2020-12-30]. （原始内容存档于2015-09-27）.